# Katarzyna Eugenia Tyszkiewiczówna
Katarzyna Eugenia Tyszkiewiczówna herbu Leliwa (ur. ok. 1610, zm. marzec 1646)  – polska szlachcianka, dziedziczka rodziny Tyszkiewiczów.
Jedyna córka Janusza Tyszkiewicza Skumina i Barbary Naruszewicz, córki Stanisława, ciwuna wileńskiego. 
Zamężna trzykrotnie: 
- z Janem Rakowskim w 1620, ale małżeństwo to zostało unieważnione i w dokumentach traktowane jest jako niebyłe[2].
- z Januszem Wiśniowieckim (w latach 1627–1636), z którym miała dwóch synów – Dymitra Jerzego i Konstantego Krzysztofa, oraz dwie córki – Annę i Barbarę Katarzynę[2].
- z Aleksandrem Ludwikiem Radziwiłłem (w latach 1639–1642).

Po śmierci drugiego męża liczne jego majątki stały się przedmiotem sporu między Katarzyną Eugenią a jej teściem i pozostałymi krewnymi byłego męża. Obciążona długami po rozrzutnym małżonku, Katarzyna postanowiła poślubić księcia Radziwiłła. Jednak jej małżeństwo z Aleksandrem Ludwikiem Radziwiłłem doprowadziło do poszerzenia konfliktu z byłym teściem, a później także z Jeremim Wiśniowieckim, który został wyznaczony na opiekuna jej dzieci, o spadek po poprzednim mężu i teściu (księciu Konstantym Wiśniowieckim, który zmarł w 1641). Konflikt zakończył się w 1642, gdy Katarzyna niespodziewanie wystąpiła o rozwód z Aleksandrem oddając się z synami pod opiekę Jeremiego. Małżeństwo z Radziwiłłem zostało unieważnione, a pretekstem było pokrewieństwo ze zmarłym, drugim mężem Katarzyny. Aleksander ustąpił pod warunkiem zachowania posagu byłej żony. Ostatnie lata życia Katarzyna spędziła na walce o spadek po ojcu i procesach z wierzycielami. Skazana w końcu przez trybunał lubelski za długi na banicję oddała swój los w ręce Jeremiego, który ostatecznie obronił ją przed niekorzystnymi konsekwencjami wyroku. Zmarła najprawdopodobniej w marcu 1646 roku i została pochowana w Zbarażu.